# Harm Smits
Harm Smits (Amsterdam, 30 januari 1923 - Duffel (België), 12 februari 1988) was een Nederlands wielrenner, die beroeps was tussen 1947 en 1959.

## Wielerloopbaan
Harm Smits begon met wielrennen bij de Amsterdamse wielervereniging ARC Ulysses. Kort na de oorlog was hij een van de sterkste amateurs, maar na de overstap naar de profs kon hij deze belofte niet helemaal inlossen.
Smits ging zich ook op de baandiscipline toeleggen. Hij reed elf zesdaagsen en won met koppelgenoot Peter Post de zesdaagse van Chicago. In 1958 werd hij als stayer derde op het Nederlands kampioenschap achter Wout Wagtmans en Martin Wierstra. Na zijn fietsloopbaan werd hij gangmaker in derny's.
Nog tijdens zijn wielerloopbaan vestigde hij zich in België.

## Belangrijkste overwinningen
1952
- 6e etappe Ronde van Duitsland

1953
- Koppelkoers van Berlijn (met Cor Bakker)

1957
- Zesdaagse van Chicago (met Peter Post)

## Resultaten in voornaamste wedstrijden
| Jaar | Ronde van Italië | Ronde van Frankrijk | Ronde van Spanje |
| ---- | ---------------- | ------------------- | ---------------- |
| 1949 |                  |                     |                  |
| 1950 |                  |                     |                  |
| 1951 |                  |                     |                  |

| Jaar | Gent-Wevelgem | Luik-Bast.‑Luik | Parijs-Brussel |
| ---- | ------------- | --------------- | -------------- |
| 1949 |               |                 | 71e            |
| 1950 |               | 59e             |                |
| 1951 | 22e           |                 |                |